# SV Sandhausen
El SV Sandhausen 1916 es un club de fútbol de la ciudad de Sandhausen, Baden-Wurtemberg, Alemania. Fue fundado el 1 de agosto de 1916 y participa en la Regionalliga Südwest, la cuarta categoría del fútbol nacional. 
Entre sus jugadores notables esta el actual entrenador del Fútbol Club Barcelona, Hans-Dieter Flick.

## Palmarés
- Liga Amateur de Alemania (2): 1978, 1993.
  - Subcampeón (1): 1977.

- 3. Liga (1): 2012.

- Oberliga Baden-Württemberg (5) 1981, 1985, 1987, 1995, 2000.
  - Subcampeón (3): 1993, 1999 y 2002.

- Amateurliga Nordbaden (1): 1961.

- Copa North Baden (12): 1977, 1978, 1981, 1982, 1983, 1985, 1986, 1995, 2006, 2007, 2010‡ y 2011.
  - Subcampeón (3): 1996, 2003 y 2009‡

‡ Jugados con el equipo de la reserva.

## Entrenadores
- Klaus Sinn (1977-1979)
- Slobodan Jovanić (1983-1987)
- Stephan Groß (1989-1992)
- Slobodan Jovanić (1992-1994)
- Hans-Jürgen Boysen (1994-1996)
- Werner Habiger (2000)
- Hans-Jürgen Boysen (2001-2002)
- Willi Entenmann (2002)
- Rainer Scharinger (2002-2003)
- Günter Sebert (2004-2005)
- Gerd Dais (2005-2010)
- Frank Leicht (2010)
- Pavel Dotchev (2010-2011)
- Gerd Dais (2011-2012)
- Hans-Jürgen Boysen (2012-2013)
- Alois Schwartz (2013-2016)
- Kenan Kocak (2016-2018)
- Uwe Koschinat (2018-2020)
- Michael Schiele (2020-2021)
- Gerhard Kleppinger (2021-2021)
- Alois Schwartz (2021-2023)
- Tomas Oral (2023)
- Gerhard Kleppinger (2023)
- Danny Galm (2023-)

## Mayores Presencias
- En la historia del club:

|    | Jugador           | País     | Partidos | Goles |
| -- | ----------------- | -------- | -------- | ----- |
| 1  | Julian Schauerte  | Alemania | 167      | 5     |
| 2  | Roberto Pinto     | Portugal | 130      | 20    |
| 3  | Daniel Schulz     | Alemania | 128      | 4     |
| 4  | Boris Kolb        | Alemania | 124      | 6     |
| 5  | Jurgen Strube     | Alemania | 121      | 21    |
| 6  | Frank Löning      | Alemania | 118      | 39    |
| 7  | Marjan Petkovic   | Alemania | 117      | 0     |
| 8  | David Ulm         | Francia  | 114      | 17    |
| 9  | Christian Fickert | Alemania | 107      | 4     |
| 10 | Jan Fießer        | Alemania | 105      | 10    |